# Bonwick Island
Bonwick Island är en ö i Kanada.   Den ligger i Regional District of Mount Waddington och provinsen British Columbia, i den sydvästra delen av landet, 3 800 km väster om huvudstaden Ottawa. Arean är 13,5 kvadratkilometer.
Terrängen på Bonwick Island är platt. Öns högsta punkt är 203 meter över havet. Den sträcker sig 4,9 kilometer i nord-sydlig riktning, och 5,1 kilometer i öst-västlig riktning.
I omgivningarna runt Bonwick Island växer i huvudsak barrskog. Trakten runt Bonwick Island är nära nog obefolkad, med mindre än två invånare per kvadratkilometer.